# برتونيلة أنكاشية
برتونيلة أنكاشية (الاسم العلمي: Bartonella ancashensis) هي نوع من البكتيريا تتبع جنس البرتونيلة من فصيلة البارتونيلات.